# Ardanovce

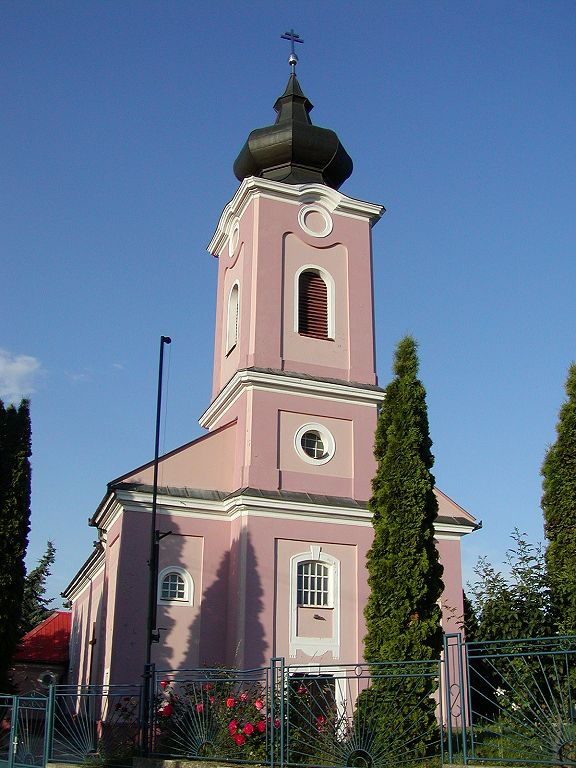
Ardanovce

Ardanovce (Hongaars: Árdánfalva, Duits: Ardanowitz) is een Slowaakse gemeente in de regio Nitra, en maakt deel uit van het district Topoľčany.
Ardanovce telt 215 inwoners.